# Nicrophorus pustulatus
Nicrophorus pustulatus – gatunek chrząszcza z rodziny omarlicowatych.
Chrząszcz o ciele długości od 14 do 22 mm. Cały jest czarny, z wyjątkiem pomarańczowych trzech ostatnich członów buławki czułków i trzech par pomarańczowych kropek na pokrywach: jednej przy bocznych brzegach i dwóch w pobliżu wierzchołka. Listewki oddzielające epipleury pokryw od reszty ich powierzchni sięgają prawie do wysokości nasady tarczki. Powierzchnia pokryw pozbawiona jest długich włosków. Przedplecze ma prawie kwadratowe, o szeroko rozszerzonych brzegach, opatrzone wyraźnym wklęśnięciem poprzecznym na przodzie. Przód przednich bioder porastają szczecinki o długości nie mniejszej niż tych na barkach. Zapiersie porośnięte rzadkimi, jasnobrązowymi włoskami, a metepimeron nagi.
Owad padlinożerny, pasożyt lęgowy N. orbicollis. Preferuje obszary zalesione lub strefę przejściową między lasami a terenami otwartymi.
Gatunek nearktyczny. Rozprzestrzeniony od części Kanady na wschód od Gór Skalistych po wschodnie Stany Zjednoczone (od Dakoty Północnej po wschodni Teksas).